# Els nois del barri
Els nois del barri (títol original: Boyz N the Hood) és una pel·lícula de John Singleton, estrenada el 1991. Aquesta pel·lícula ha estat doblada al català.

## Argument
Un jove de South Central, Tré vol continuar els seus estudis superiors però el seu entorn social en decidirà una altra cosa. Tré, fill de divorciat, és brillant a l'escola fins al dia que organitza una baralla a l'escola. La seva mare decideix enviar-lo amb el seu pare a South Central. En aquest univers de gueto negre, continuarà evolucionant positivament gràcies a l'educació prodigada pel seu pare. No és el cas d'alguns dels seus amics: confrontats al racisme dels policies, a la pobresa, a la proliferació de les armes, la violència de les bandes... Ell mateix se sent temptat pel mal costat. Resistirà a la temptació de la violència?

Aquesta pel·lícula està inspirada en la vida de John Singleton.
Cuba Gooding Jr., Ice Cube, Laurence Fishburne, Nia Long i Morris Chestnut són al cartell de pel·lícula descrivint l'ambient criminal que regna al barri de South Central a Los Angeles. Aquesta pel·lícula va ser rodada i va sortir poc abans que esclatessin els aixecaments de 1992.
Aquesta pel·lícula ha estat inscrita al Nacional Film Registry, creat pel congrés americà, com a pel·lícula que descriu una realitat cultural existent el 2002.

## Repartiment
- Laurence Fishburne - Jason "Furious" Styles
- Cuba Gooding Jr. - Tré Styles
- Ice Cube - Darin "Doughboy" Baker
- Morris Chestnut - Ricky Baker
- Nia Long:Brandi
- Angela Bassett: Reva Devereaux
- Tyra Ferrell: Brenda Baker
- Dedrick D. Gobert: Dooky
- Regi Green: Chris
- Baldwin C. Sykes: Monster
- Regina King: Shalika
- Lexie Bigham: Mad Dog
- Vonte Sweet: Rick Rock
- Desi Hines: Tre, age 10 ans
- Baha Jackson: Doughboy, als 10 anys
- Kenneth A Brown: Lil Chris
- Donovan McCrary: Ricky, als 10 anys

## Premis i nominacions

### Nominacions
- Oscar al millor director 1992 per John Singleton
- Oscar al millor guió original 1992 per John Singleton

## Banda sonora
1. "How to Survive in South Central" per Ice Cube
2. "Jusk Ask Me Too" per Tevin Campbell & Chubb Rock
3. "Mama Don't Take No Mess" per Yo-Yo
4. "Growin' Up in the Hood" per Compton's Most Wanted
5. "Just a Friendly Game of Baseball (Remix)" per Main Source
6. "Me and You" per Tony! Toni! Toné!
7. "Work It Out" per Monie Love
8. "Every Single Weekend" per Kam
9. "Too Young" per High-Five
10. "Hangin' Out" per Two Live Crew
11. "It's Your Life" per Too $hort
12. "Spirit (Does Anybody Care?)" per Force One Network
13. "Setembro (Brazilian Wedding Song)" per Quincy Jones
14. "Black on Black Crime" per Stanley Clarke